# Branimir Jelušić
Branimir Jelušić (1. siječnja 1946. – ?, 2024.) bio je hrvatski bosanskohercegovački nogometaš. Igrao je na poziciji veznog. Nastupao je za Željezničar i Iskru Bugojno.

## Vanjske poveznice
- (tal.) Calcio.com  Arhivirana inačica izvorne stranice od 12. studenoga 2019. (Wayback Machine)